# Deraeocoris laricicola
Deraeocoris laricicola är en insektsart som beskrevs av Knight 1921. Deraeocoris laricicola ingår i släktet Deraeocoris och familjen ängsskinnbaggar. Inga underarter finns listade i Catalogue of Life.